# Jordan Prentice
Jordan Prentice (London, 30 de janeiro de 1973) é um ator canadense anão. Ele é conhecido por seu retrato do Rock in American Pie Presents: The Naked Mille e Jimmy no indicado ao Oscar In Bruges e por aparecer em vídeo para a música Shalala Lala do grupo Vengaboys. Ele também foi um dos atores que participam de Howard the Duck. Ele é o ator principal no Dramaturgo Toronto, Show Revenger Eric Woolfe de Medicina da que está atualmente em desenvolvimento por Eldritch Theatre.
Prentice desenvolveu um interesse em atuar quando ele era criança e era um membro dos jovens jogadores do Programa de Drama do Departamento de Inglês da Universidade de Western Ontario. Mais tarde, ele participou École Alexandra, o Módulo de langue française scolaire em Londres Central Escola Secundária e da Universidade de Dalhousie. Ele tinha 13 anos quando atuou em Howard the Duck.
Prentice apareceu na TV britânica em uma série de nove comerciais para rádio britânica Absolute Radio estação, com o DJ Christian O'Connell, como Doug, guarda de segurança da estação nova música louca com a atitude.
Ele atualmente reside em Toronto, Ontário.